# Aurora Buenavista, Ocosingo
Aurora Buenavista är en ort i Mexiko.   Den ligger i kommunen Ocosingo och delstaten Chiapas, i den sydöstra delen av landet, 800 km öster om huvudstaden Mexico City. Aurora Buenavista ligger 1 316 meter över havet och antalet invånare är 255.
Terrängen runt Aurora Buenavista är huvudsakligen kuperad, men västerut är den bergig. Runt Aurora Buenavista är det glesbefolkat, med 16 invånare per kvadratkilometer. Närmaste större samhälle är Pantelhó, 17,5 km väster om Aurora Buenavista. I omgivningarna runt Aurora Buenavista växer i huvudsak städsegrön lövskog.